# شوکشما شریرا
شوکشما شریرا (انگلیسی: subtle body), بدن لطیف یا اختری مخزن آگاهی است.

## جسملطیف
ماده دائم تحت تأثیر سه «گونا» است و هر درجه ای که به نیروی تصاعدی متمایز باشد به همان اندازه عالی تر و آزادتر و لطیف تر است. جسم لطیف [سوکهم (سوجهم)(Sūkṣma-śarīra)] مخزن آگاهی است. روح با ذهن و جسم پیوندی موقتی دارد و به هنگام فوت، جسم و عناصری که آن را تشکیل می‌دادند معدوم می‌شوند.

## جسم روحی
به حسهای دریافتی و نیروهای اعمالی واهیاکاراناها (Vahyakannals)، یعنی اعضاء بیرونی یا ظاهری می‌گویند که مقابل یا متضاد انتاهاکارانا قرار می‌گیرند. این دو با هم جسم روحی یا سوکشما شاریر (Sukshma sharir) را تشکیل می‌دهند.

## کالبد ظریف
روان جزء ترکیبی عمدهٔ جسم نجومی است، (astral body) که جان را در مرگ و سرنوشت آینده اش همراهی می‌کند.
اساس ذهن ناخودآگاه (sub-conscious mind) را چنین توجیه کرده‌اند: 
جوهر لطیفی است که از آن چیتتا (Chitta) [چیز- روانی (mind-stuff)] تشکیل می‌شود، و دارای قدرت گیرنده ای است که با تأثیراتی که از دریافت‌های هر چیزی که ذخیره کرده‌است، کارها را انجام می‌دهد، یا در بارهٔ آنها می‌اندیشد. چیتتا، واژهٔ جامعی است که روانشناسان از آن به معنای تأثیرات دریافت‌ها و استنباطات، امیال، عواطف، احساسات و سایر جنبه‌هایی که مربوط به نقشهای روانی می‌باشند، استفاده می‌کنند. 
در قیاس با اتر، این چیز را هم با عنوان چیتتاکاشا (Chittakasha اتر روحی) نشان می‌دهند. تأثیراتی که بر روی چیتتاکاشا باقی می‌ماند هرگز از بین نمی‌رود، و در طی زندگی انسان بارها به صورت خاطرات در شرایط مناسب و موقعیت‌های متناسب آن دَور می‌زند، اما در زمان مرگ چیتتاکاشا هم دستخوش تغییر می گردد، و تمام تأثیراتی را که در طول حیات به دست آورده‌است در پوستهٔ کوچکی که در حد دانهٔ بذری است نگه می‌دارد و این بذ ر که از واساناس (Vasanas) تشکیل شده‌است، کاران شاریر(Karansharir) یعنی جسم نجومی اتفاقی نام دارد. این جسم از بدن جدا می‌شود تا بر روی سوکشما شاریر (Sukshma sharir) یعنی جسم ظریف نمودار گردد.

## دو گانگی جسم و کالبد اختری
باور انسان بر این است که دوگانگی ذهن و جسم وجود دارد. ذهن بخش فاقد استحکام و بی جسم ماست و جسم بخش واقعی و ملموس است.
این تقسیم‌بندی، انرژی ما را در حالت جدایی آشفته‌ای نگاه می‌دارد و مانع از یکپارچگی می‌شود.
منقسم بودن وضع بشری، تقسیم بین ذهن و جسم نیست، بلکه بین کالبد اختری که آوند انرژی بنیادین انسان که ذهن یا نفس را جای می‌دهد. قبل از تولد این دوگانگی تحمیل شده وجود ندارد، ولی از لحظه تولد دو قسمت توسط کشش قصد بشریت از یکدیگر جدا می‌شود. یک قسمت به طرف بیرون می‌گردد و کالبد جسمانی می‌شود، دیگری به سوی داخل و کالبد اختری می‌گردد. هنگام مرگ قسمت سنگین تر؛ یعنی جسم به زمین باز می‌گردد تا جذب آن شود و قسمت سبک تر؛ یعنی کالبد اختری (کالبد نورانی) آزاد می‌شود.